# سارة فينيغان
سارة فينيغان (بالإنجليزية: Sarah Finnegan)‏ هي لاعبة جمباز فني أمريكية، ولدت في 14 نوفمبر 1996 في سانت لويس في الولايات المتحدة.

## وصلات خارجية
- سارة فينيغان على موقع الاتحاد الدولي للجمباز (biography) (الإنجليزية)
- سارة فينيغان على موقع الاتحاد الأمريكي للجمباز (الإنجليزية)